# Captain EO's Voyage
Captain EO's Voyage è il ventinovesimo album in studio del chitarrista statunitense Buckethead, pubblicato il 20 ottobre 2010 dalla Hatboxghost Music.
Il titolo fa riferimento al film di Michael Jackson Captain EO (1986).

## Tracce
Musiche di Buckethead e Dan Monti.
1. Captain EO's Voyage – 3:28
2. Light – 3:49
3. Infinity Appears – 3:24
4. Stained Glass Hill – 2:39
5. Trails of Moondust – 3:38
6. Star Chasing – 2:56
7. Dancing the Dream – 3:47
8. The Siphoning Sequence – 3:54
9. Chase the Darkness Out – 3:06
10. Backwards Footprint – 1:56
11. Tarantula Crossing – 5:24
12. Tears in the Mirror – 3:33

## Formazione
- Buckethead – chitarra

Altri musicisti
- Dan Monti – basso, missaggio[1]

## Date di pubblicazione
| Paese | Data             | Formati           |
| ----- | ---------------- | ----------------- |
| Mondo | 20 ottobre 2010  | Download digitale |
| Mondo | 29 novembre 2010 | CD                |